# 横溝高至
横溝 髙至（よこみぞ たかし、1950年11月2日 - ）は、日本の弁護士。第一東京弁護士会会長や、日本弁護士連合会副会長、日本弁護士政治連盟副理事長、前田道路取締役、法務省司法試験考査委員等を歴任した。

## 人物・経歴
1974年中央大学法学部卒業。1978年弁護士登録、葭葉法律事務所入所。1990年横溝法律事務所設立。最高裁判所司法研修所教官、法務省司法試験考査委員、財務省財政制度等審議会委員、学校法人中央大学理事等を歴任した。2013年日本弁護士連合会副会長、第一東京弁護士会会長。2014年前田道路取締役、中央大学法曹会幹事長。2015年日本弁護士政治連盟副理事長。2021年春の叙勲で旭日中綬章受章。財務省財政制度等審議会委員、財務省関東財務局国有財産関東地方審議会委員、所沢市都市計画審議会委員、学校法人中央大学理事、前田道路顧問、日弁連法務研究財団専務理事等も歴任した。